# 九十九一
九十九 一（つくも はじめ、1952年〈昭和27年〉11月1日 - ）は、日本のお笑い芸人、俳優、脚本家、演出家である。本名：福地 隆（ふくち たかし）。
ピン芸人（漫談・ひとりコント）として芸能活動開始。現在は俳優（主に喜劇）として活動テリトリーを拡げ、放送作家としても活動している。大阪府大阪市出身。エンパシィ所属。過去にE-Pin企画に所属していた。

## 来歴
高校時代から落語家を目指し、3代目桂米朝への弟子入りを志すも、3代目笑福亭仁鶴らによる落語ブームが生じたため断念する。母親からは高校だけは卒業するようにと言われ、高校卒業後は全国各地を転々と放浪した。
帰阪後の1976年、滝あきらの門下から「滝たかし」の芸名でデビューする。ほどなくして「滝シード」に改名したが、1年ほどで滝あきらの下を離れ、上岡龍太郎に預かられる。同時に「九十九一」に改名した。
ピン芸人（漫談・ひとりコント）として舞台やラジオ番組に出演していたが、1979年に上京し、1981年には日本テレビの『お笑いスター誕生!!』に出場する。同年5月にグランプリを獲得して人気を博し、ブレイク後はタレントとしてテレビ番組に出演するとともに、構成作家などの裏方でも活動した。
1990年代以降は俳優として映画やテレビドラマにも出演しているほか、観客参加型の謎解きイベント『ミステリーナイト』の企画や脚本を担当したり、舞台演劇の脚本・演出を担当している。2013年12月には16年ぶりとなるピンライブをお台場で開催した。

## 人物
- 「九十九一」という芸名は、トーマス・エジソンが言ったとされる格言「発明は99%の努力と1%のひらめき」が由来である。その一方で、好みの数字から「九十九」という名字を選んだとも述べている[1]。一方では、中島徳博による漫画作品『朝太郎伝』の登場人物の「俵星九十九」という名前を気に入って九十九を選び出し、これに「100％の芸人を目指す」という意味で「一」を足した、という説もある[4]。
- 妻は声優の住友優子、息子は俳優のメイビ（本名：福地明比）である。メイビは九十九が手掛けた『ミステリー・ナイト』での出演を皮切りに、テレビドラマや舞台に出演している。

## 主な出演番組

### バラエティ番組
- 今夜は最高!（日本テレビ）
- お笑いスター誕生!!（日本テレビ） - 4代目グランプリ（ピン芸人初）
- ぱろぱろエブリデイ（中部日本放送）
- 笑ってる場合ですよ!（フジテレビ）
- TV海賊チャンネル（日本テレビ）
- オレたちひょうきん族（フジテレビ）
- 料理天国（TBS）
- パックインミュージック（TBSラジオ）
- 上岡龍太郎にはダマされないぞ!（フジテレビ）
- 11PM（日本テレビ・読売テレビ） - 読売テレビ版の構成を担当
- EXテレビ（日本テレビ・読売テレビ） - 同上。
- 爆笑オンエアバトル（九十九が結成したお笑い集団「沙羅ばじゃ」として出場したが101キロバトルで敗退。なお当時48歳は同番組の最年長出場記録である）
- 趣味悠々 ドレミからはじめよう!リコーダーで奏でる懐かしのオールディーズ（NHK教育テレビ）
- クイズ!脳ベルSHOW（BSフジ）

### テレビドラマ
- 土曜ドラマ（NHK)
  - 新十津川物語（1991 ‐ 1992年） - 花田茂男 役
  - 夏目漱石の妻（2016年9月 - 10月） - 書店の客 役
- チンチン電車（1993年9月15日、NHK総合）
- ドラマ女の手記「女探偵の浮気報告」（テレビ東京）
- 3番テーブルの客（1996年、フジテレビ）
- サラリーマン金太郎3（TBS）
- よるドラ かるたクイーン（NHK総合）
- タクシードライバーの推理日誌15（テレビ朝日、土曜ワイド劇場） - 樋口課長 役
- 朝の連続テレビ小説（NHK）
  - てるてる家族（2003年） - 寺井敏也  役
  - ゲゲゲの女房（2010年6月） - 大家・和田 役
- 白夜行（TBS）
- Tomorrow〜陽はまたのぼる〜（TBS）
- 水戸黄門（TBS/C.A.L）
  - 水戸黄門第39部 第18話「金では買えぬ母の愛！・岩国」
  - 水戸黄門第42部
    - 第1話「お前は助さん 俺は格さん・江戸」 - 藤兵衛 役
    - 第3話「その縁談一肌脱ぎます・上田」 - 藤兵衛 役
- ハンチョウ〜神南署安積班〜 第8話（TBS）
- 相棒 season 9（2010年11月、テレビ朝日） - 坂田警部 役
- 隠密八百八町 第3、4話（2011年1月22、29日、土曜時代劇） - 弥助 役
- 新・警視庁捜査一課9係 season3 第4話（2011年7月27日、テレビ朝日/東映）
- 京都地検の女 第8シリーズ 第4話（2012年8月9日、テレビ朝日/東映） - 谷垣正雄 役
- マルホの女〜保険犯罪調査員〜 第5話（2014年5月16日、テレビ東京/ファインエンターテイメント） - 西条剛 役
- 西村京太郎トラベルミステリー64（2015年） - 児島歩 役
- 土曜ワイド劇場 弁護士 倉沢由法の事件ファイル（2017年1月21日、朝日放送） - 砂村正義 役
- マジで航海してます。 第1話（2017年7月、MBS） - 丹波 役
- 日曜ワイド 刑事・横道逸郎（2018年3月11日、テレビ朝日） - 八木沼誠治 役
- デイジー・ラック（2018年） - 岩代正太郎
- ワカコ酒 Season 4、第8夜「酒のつまみに絶品カレー」（2019年2月26日、BSテレ東） - 酒処『里』マスター役
- 執事 西園寺の名推理2 第2話（2019年5月3日、テレビ東京） - 相楽洋介 役
- ドクターY〜外科医・加地秀樹〜（2019年） - 岡部和夫 役
- 簡単なお仕事です。に応募してみた第7話（2019年9月3日） - 大河原 役
- 陰陽師 (2020年のテレビドラマ)（2020年） - 藤原忠平 役
- 隕石家族（2020年） - 細川昭三 役
- 青きヴァンパイアの悩み 第5話～最終話（2021年3月3日 - 29日、TOKYO MX） - 先輩ヴァンパイア 役
- お花のセンセイ 第2弾（2021年12月23日、テレビ朝日） - 柳田誠一（県庁職員） 役

### 映画
- 高原に列車が走った（1984年、佐伯孚治監督） - 結城 役
- 愛染恭子の未亡人下宿（1984年、山本晋也監督） - ヤクザ 役
- 晴れ、ときどき殺人（1984年、井筒和幸監督） - 安岡比呂志 役
- (金)(び)の金魂巻（1985年、井筒和幸監督） - 田所幸二 役（主演）
- 小松みどりの好きぼくろ（1985年、山本晋也監督） - 六郎 役
- さすらいのトラブルバスター（1996年、井筒和幸監督） - 福村 役
- のど自慢（1999年、井筒和幸監督） - 宴会の酔っ払い 役
- 日本極道史 野望の軍団（1999年、石原興・岩清水昌弘監督） - 宮本労務課長 役
- 顔（2000年、阪本順治監督）
- かぞくのひけつ（2006年、小林聖太郎監督） - 福田 役
- 凶悪（2013年、白石和彌監督）
- 残波（2016年、出馬康成監督） - 若林 役
- 孤狼の血（2018年、白石和彌監督） - 善田新輔 役
- ほうきに願いを（2020年、五藤利弘監督）-村山忠雄 役
- 日光物語（2021年、五藤利弘監督）-君島公哉 役

### ラジオ番組
- 日立ハローサタデー（文化放送）
- 九十九一のREVOLUTION No.1!!
- ヤングスタジオ1431（岐阜放送）月曜担当
- 真夜中ギンギラ大放送 九十九ちゃん最高（ラジオ関西）
- つくものHey Hey Hoo!（エフエム大阪）[2]

### 舞台
- 悪魔のいるクリスマス
- E-Pin企画主催イベント
  - ミステリーナイト
  - ミステリーツアー
  - ミステリークルーズ
- 大都会の独り言1〜3
- おきばりやす
- ザ・近松
- 最後の…一本
- は・れ・み
- 九十九夜一夜物語
- 吉本百年物語 10月公演「これで誕生! 吉本新喜劇」

## CM・ナレーション
- 日本マクドナルド
- ミニストップ
- NTTドコモ

## レコード

### 九十九1〜九十九一の部屋
1981年、アルファレコードから『九十九1（つくもファースト）〜九十九一の部屋』（No：ALR-28021）と題されたレコードが発売された。
同時期にアルファレコードから発売されていたスネークマンショーの一連のアルバムを完全に意識したと思われるコント、本人の歌唱による歌謡曲で構成されたアルバムである。同アルバムのジャケット付帯の帯には「話題騒然！コントに唄に九十九の魅力がぎっしり詰まった超お徳用盤ついに登場」とのキャッチコピーが添えられていた。
このアルバムのB-3に収録されている「淋しがりやのあなた b/w うつむいた時間」（ALR-741）はのちにアルファレコードからシングルカットされた。アルバム収録曲「湯の町ブルース」「淋しがりやのあなた」は猪俣公章が作曲した。ライナーでは「サウンドエフェクター」として「赤塚不二夫」の名前がクレジットされているが、漫画家の赤塚不二夫とは同名異人である。それとは別に「協力（漫画）」として漫画家の「赤塚不二夫」がクレジットされている。
収録曲一覧
SIDE A:
1. ローカル・ニュース(2'22")
2. 青春ラジオ・ドラマ「幸子」(6'00")
3. 唄：東京哀歌（エレジー） (3'45")
4. ノンフィクション・アワー「お父ちゃんが翔んだ」(5'48")
5. 臨時ニュース(1'12")
6. ラジオ討論会「学歴は必要か」(5'18)
7. 唄：湯の町ブルース(4'14")
8. スポーツ・ニュース(0'41")

SIDE B:
1. 演歌オペラ「桃太郎」全二幕(7'29")
2. 綴り方朗読「もう犬は飼わないぞ」(5'02")
3. 唄：淋しがりやのあなた(3'27")
4. SFドラマ「内臓プッシュホン」(4'23")
5. プロ野菜ニュース(0'39")
6. クリスタル・ストーリー「恋人選び」(5'53")・テーマ音楽：LOVE HUNTER
7. 天気予想(1'07")